# Комаров, Виктор Степанович (музыкант)
Виктор Степанович Комаров (1893—1974) — церковный музыкант, композитор; руководитель (регент) хора в московском кафедральном Богоявленском соборе в Елохове (1943—1974).

## Биография
Родился в 1893 году в московской религиозной семье. Обучался в Московском коммерческом училище. Затем закончил медицинский факультет Московского университета и стал врачом-гомеопатом.
Музыкальных учебных заведений не оканчивал. Обучался дирижированию у Якова Александровича Чмелева (Шмелева; 1877—1944), который в 1913 году выдержал экзамен на звание регента в Синодальном училище.
Начал регентскую деятельность в 1912 году в Знаменском храме на Зацепе. В дальнейшем, регентовал в разных московских храмах, в том числе в храме преподобного Сергия Радонежского на Рогожской заставе, где некоторое время работал К. Н. Шведов, и храме Троицы на Грязех, где хор был создан П. Г. Чесноковым. Когда не было возможности петь в Москве, трудился в сельских храмах.
3 сентября 1943 года, по приглашению настоятеля Богоявленского Патриаршего собора в Елохове протопресвитера Николая Колчицкого, стал регентом хора Патриаршего собора. С того времени все вехи в жизни Русской Православной Церкви отмечены богослужебным участием хора под управлением В. С. Комарова: они пели первую после интронизации Патриарха Сергия литургию (12.09.1943), ряд духовных концертов, посвященных важнейшим событиям церковной жизни XX столетия: интронизации Патриарха Алексия I (1945), 500-летию Автокефалии Русской Православной Церкви (16.07.1948), 40-летию восстановления патриаршества (1957) и интронизации Патриарха Пимена (04.06.1971).
Преподавал регентское дело в Московской духовной академии и практиковал как врач-гомеопат.
Скончался 27 декабря 1974 года, похоронен при храме Преображения Господня в Переделкине. 29 декабря в Богоявленском соборе его отпевание возглавил Патриарх Пимен.

## Творчество
С одной стороны, никогда не принимал в свой хор нецерковных певцов, сколь богаты ни были бы их вокальные возможности, с другой, любил и тщательно подбирал красивые голоса.
Комаров любил повторять слова псалмопевца Давида: «Пойте Богу разумно». Результатом такого подхода стало одухотворенное звучание многочисленных соло мужских и женских голосов — звучание выразительное, но не «светское», не переходящее в «оперность», и грань эта определяется не какими-либо правилами, а сердечным чувством. Несомненно, здесь мы видим влияние «синодалов» — учеников и преподавателей упраздненного в 1918 году знаменитого Синодального училища церковного пения, у которых в молодости учился Комаров, и те считали его «своим». Вообще, изумительно ясная, осмысленная, часто подчеркнуто декламационная подача слова является отличительной чертой руководимого Комаровым хора, и в этом он близок такому яркому наследнику традиций Синодального хора, как Сергей Жаров. Репертуар хора В. С. Комарова преимущественно составляли произведения классиков русского духовно-музыкального творчества Д. С. Бортнянского, протоиерея П. И. Турчанинова, А. Д. Кастальского, А. А. Архангельского, А. А. Третьякова, священника Василия Зиновьева и подобных им. Патриарший хор был тесно связан с Троице-Сергиевой Лаврой и её церковно-певческой жизнью. Древняя певческая традиция Лавры, не успевшая иссякнуть за годы разорения лаврских святынь, безусловно обогащала творчество Комарова, являясь пробным камнем, на котором выверялась духовное и музыкальное содержание исполняемого. И этот высокий настрой регента и певцов слышен всегда, на богослужениях, концертах и, даже, при озвучивании фильма «Иван Грозный».